# تلمبه‌خانه پل بابا حسین
تلمبه‌خانه پل بابا حسین یک منطقهٔ مسکونی در ایران است که در دهستان کرگاه شرقی واقع شده‌است. تلمبه‌خانه پل بابا حسین ۶۹ نفر جمعیت دارد.